# Bill Skarsgård
Bill Istvan Gunther Skarsgård (Vällingby (Stockholm), 9 augustus 1990) is een Zweeds acteur. Hij speelde Pennywise in de horror films It (2017) en It Chapter Two (2019), gebaseerd op de novel van Stephen King. Hij speelde ook in de bovennatuurlijke horrorserie Hemlock Grove (2013-2015) en de horrorserie Castle Rock (2018-2019).

## Levensloop
Skarsgård werd geboren in Vällingby, Zweden, en is de zoon van Stellan Skarsgård en dokter My Skarsgård. Hij heeft zeven broers en zussen, van wie drie broers eveneens acteurs zijn, namelijk: Alexander,  Gustaf en Valter Skarsgård.

## Privéleven
Skarsgård heeft een relatie met de Zweedse actrice Alida Morberg. In oktober 2018 kregen ze samen een dochter. In februari 2024 werd hij op de luchthaven van Stockholm gearresteerd en later beboet voor het bezit van marihuana.

## Filmografie

### Film
| Jaar | Titel                           | Rol                     | Opmerkingen          |
| ---- | ------------------------------- | ----------------------- | -------------------- |
| 2000 | Járngänget                      | Klasse                  |                      |
| 2008 | Arn – Riket vid vägens slut     | Erik                    |                      |
| 2009 | Kenny Begins                    | Pontus                  |                      |
| 2010 | I rymdem finns inga känslor     | Simon                   |                      |
| 2010 | Himlen är oskyldigt blå         | Martin                  |                      |
| 2011 | Kronjuvelerna                   | Richard Persson         |                      |
| 2011 | Simon och ekarna                | Simon                   |                      |
| 2012 | Anna Karenina                   | Kapitein Machouten      |                      |
| 2013 | Victoria                        | Otto                    |                      |
| 2016 | The Divergent Series: Allegiant | Matthew                 |                      |
| 2017 | Atomic Blonde                   | Merkel                  |                      |
| 2017 | It                              | It / Pennywise          |                      |
| 2017 | Battlecreek                     | Henry                   |                      |
| 2017 | Muumien taikatalvi              | Moomintroll             | stem, Engelse versie |
| 2018 | Assassination Nation            | Mark                    |                      |
| 2018 | Deadpool 2                      | Axel Cluney / Zeitgeist |                      |
| 2019 | Villains                        | Mickey                  |                      |
| 2019 | It Chapter Two                  | It / Pennywise          |                      |
| 2020 | Nine Days                       | Kane                    |                      |
| 2020 | The Devil All the Time          | Willard Russel          |                      |
| 2021 | Eternals                        | Kro the Deviant         |                      |
| 2022 | Barbarian                       | Keith                   |                      |
| 2023 | John Wick: Chapter 4            | Marquis de Gramont      |                      |
| 2023 | Boy Kills World                 | Boy                     |                      |
| 2024 | The Crow                        | Eric Draven / The Crow  |                      |
| 2024 | Nosferatu                       | Graaf Orlok             |                      |

### Televisie
| Jaar      | Titel            | Rol            | Opmerkingen               |
| --------- | ---------------- | -------------- | ------------------------- |
| 2002      | Pappa polis      | Tony           | miniserie, 2 afleveringen |
| 2009      | Livet i Fagervik | Mårten         | 1 aflevering              |
| 2010      | Arn              | Erik           | miniserie, 2 afleveringen |
| 2013-2015 | Hemlock Grove    | Roman Godfrey  | 33 afleveringen           |
| 2018-2019 | Castle Rock      | The Kid        | 12 afleveringen           |
| 2020      | Soulmates        | Mateo          | 1 aflevering              |
| 2022      | Clark            | Clark Olofsson | miniserie, 6 afleveringen |